# Take London
Take London – piąty album studyjny brytyjskiego zespołu The Herbaliser, wydany 31 maja 2005 roku w Wielkiej Brytanii nakładem wytwórni Ninja Tune jako digital download (12 plików MP3 lub FLAC) oraz jako CD, 2CD i płyta winylowa (2LP, 3LP).

## Album

### Muzyka
Album jest podzielony równo pomiędzy utwory instrumentalne, a wokalne. Te pierwsze przypominają muzykę filmową, z brzmieniem starannie dopasowanym do źródeł, które The Herbaliser i inni twórcy eksplorowali w latach 90. i w XXI wieku. W utworach wokalnych wystąpili zaproszeni wykonawcy, w tym amerykańska raperka Jean Grae (znana wcześniej jako What What), śpiewająca w 4 utworach (w tym w „Nah'mean Nah'm Sayin'”), brytyjscy raperzy: Cappo (w „Failure's No Option”) i Roots Manuva (w „Lord Lord”) oraz francuski piosenkarz Katrine (w ”Serge”). Od strony gatunkowej album jest mieszanką jazzu, funku i bitów. 

### Lista utworów
| 1.  | Take London (Intro)                        | 0:32    |
|     |                                            |         |
| 2.  | Nah'mean Nah'm Sayin' featuring Jean Grae  | 4:01    |
|     |                                            |         |
| 3.  | Song For Mary                              | 5:16    |
|     |                                            |         |
| 4.  | Generals featuring Trap Clappa             | 3:55    |
|     |                                            |         |
| 5.  | Gadget Funk                                | 4:07    |
|     |                                            |         |
| 6.  | Failure's No Option featuring Trap Clappa  | 3:01    |
|     |                                            |         |
| 7.  | Lord Lord featuring Roots Manuva           | 4:08    |
|     |                                            |         |
| 8.  | 'Man Who Knows' (Interlude)                | 0:21    |
|     |                                            |         |
| 9.  | Kittyknapper                               | 2:37    |
|     |                                            |         |
| 10. | Geddim'!!                                  | 4:56    |
|     |                                            |         |
| 11. | If You Close Your Eyes featuring Jean Grae | 4:25    |
|     |                                            |         |
| 12. | Sonofanothamutha                           | 8:17    |
|     |                                            |         |
| 13. | Twice Around featuring Jean Grae           | 3:56    |
|     |                                            |         |
| 14. | I Know a Bloke (Interlude)                 | 0:21    |
|     |                                            |         |
| 15. | 8 Men Strong                               | 5:14    |
|     |                                            |         |
| 16. | Serge featuring Katerine                   | 5:34    |
|     |                                            |         |
|     |                                            | 1:00:41 |
|     |                                            |         |

| 1. | More Tea, More Beer featuring Jean Grae Andy Ross – saksofon tenorowy, saksofon barytonowy Ralph Lamb – trąbka autorzy: Ross, Wherry, Teeba, Lamb, Ibrahim | 2:37  |
|    | |       |
| 2. | Meteoric featuring Cappo Jake Wherry – syntezator (Moog Bass) autorzy: Wherry, Teeba, Adey                                                                 | 2:50  |
|    | |       |
| 3. | I Am featuring Wildflower Miss Mint T – dodatkowy wokal autorzy: Wherry, Teeba, George                                                                     | 4:06  |
|    | |       |
| 4. | How To Keep A Girlfriend featuring Jean Grae Jake Wherry – syntezator (Moog Bass), instrumenty perkusyjne autorzy: Wherry, Teeba, Ibrahim                  | 4:15  |
|    | |       |
| 5. | None Other featuring Cappo Jake Wherry – syntezator (Moog Bass) autorzy: Wherry, Teeba, Adey                                                               | 3:30  |
|    | |       |
|    | | 17:18 |
|    | |       |

| A1. | Take London (Intro)                                                                   | 0:32    |
|     |                                                                                       |         |
| S2. | Nah'mean Nah'm Sayin' featuring Jean Grae                                             | 4:02    |
|     |                                                                                       |         |
| A3. | Song For Mary                                                                         | 5:16    |
|     |                                                                                       |         |
| A4. | Lord Lord featuring Roots Manuva                                                      | 4:10    |
|     |                                                                                       |         |
| B1. | Generals featuring A.K., Cheech Marina,Daddy Mills, Jean Grae, MacGuyver, Trap Clappa | 3:55    |
|     |                                                                                       |         |
| B2. | Gadget Funk                                                                           | 4:07    |
|     |                                                                                       |         |
| B3. | Failure's No Option featuring Trap Clappa                                             | 3:02    |
|     |                                                                                       |         |
| B4. | Twice Around featuring Jean Grae                                                      | 3:58    |
|     |                                                                                       |         |
| C1. | 'Man Who Knows' (Interlude)                                                           | 0:21    |
|     |                                                                                       |         |
| C2. | Kittyknapper                                                                          | 2:38    |
|     |                                                                                       |         |
| C3. | If You Close Your Eyes featuring Jean Grae                                            | 4:26    |
|     |                                                                                       |         |
| C4. | Sonofanuthamutha                                                                      | 8:17    |
|     |                                                                                       |         |
| D1. | Geddim'!!                                                                             | 4:55    |
|     |                                                                                       |         |
| D2. | I Know a Bloke (Interlude)                                                            | 0:37    |
|     |                                                                                       |         |
| D3. | 8 Men Strong                                                                          | 4:59    |
|     |                                                                                       |         |
| D4. | Serge featuring Katerine                                                              | 5:33    |
|     |                                                                                       |         |
|     |                                                                                       | 1:00:48 |
|     |                                                                                       |         |

| E1. | More Tea, More Beer The Easy Access Orchestra – aranżacja featuring Jean Grae Andy Ross – saksofon tenorowy, saksofon barytonowy Ralph Lamb – trąbka autorzy: Ross, Wherry, Teeba, Lamb, Ibrahim |  |
|     | |  |
| E2. | Meteoric featuring Cappo Jake Wherry – syntezator (Moog Bass) autorzy: Wherry, Teeba, Adey |  |
|     | |  |
| E3. | I Am featuring Wildflower Miss Mint T – dodatkowy wokal autorzy: Wherry, Teeba, George |  |
|     | |  |
| F1. | How To Keep A Girlfriend featuring Jean Grae Jake Wherry – syntezator (Moog Bass), instrumenty perkusyjne autorzy: Wherry, Teeba, Ibrahim                                                        |  |
|     | |  |
| F2. | None Other featuring Cappo Jake Wherry – syntezator (Moog Bass) autorzy: Wherry, Teeba, Adey |  |
|     | |  |

### Personel
Lista według Discogs:
- Jake Wherry – bas (Moog) (utwór: 2, 4, 11, 12, 15, 16), gitara (utwory: 3, 5, 6, 9, 11, 12, 15, 16), gitara basowa akustyczna (utwór 3), scratching (utwór 9), klawinet (utwory: 12, 15), fortepian (utwór 15), pianino elektryczne (utwór 12), banjo utwór 16), keyboardy (utwory: 3, 5, 7, 11, 12)
- Ollie Teeba – scratching (utwory: 1, 3, 4, 5, 9, 10, 11, 12, 15)
- Burak Agca – gitara (utwór 9)
- Ellen Blair – altówka (utwory: 10, 16)
- Matt Colman – puzon (utwory: 3, 10, 11, 12, 13)
- Pete Eckford – instrumenty perkusyjne (utwory: 3, 5, 11, 15)
- Jean Grae – śpiew (utwory: 2, 4, 11, 13)
- Ralph Lamb – trąbka (utwory: 3, 5, 10, 11, 12, 13), skrzydłówka (utwory: 3, 5, 10, 11, 12, 13)
- Vicky Matthews – wiolonczela (utwory: 10, 16)
- Micky Moody Jr. – perkusja (utwór 9)
- Gill Morley – skrzypce (utwory: 10, 16)
- Ollie Parfitt – keyboardy (utwór 5), organy (utwór 10)
- Adam Phillips – gitara (utwór 5)
- Nigel Price – bas (utwory: 3, 5), gitara (utwór 3, 10)
- Andrew Ross – saksofon (utwory: 10, 11, 12, 13), flet (utwór 10, 11, 12, 13)
- Carsten Skov – wibrafon (utwory: 3, 12, 15)
- Kaidi Tatham – keyboardy (utwory: 3, 9, 12, 15), pianino elektryczne (utwory: 15, 16), minimoog (utwór 16)
- śpiew: A.K. –  (utwór 4), Cheech Marina (utwór 4), Daddy Mills (utwór 4), MacGuyver (utwór 4), Trap Clappa – (utwór 4), Cappo – (utwór 6), Roots Manuva – (utwór 7), Miss Mint T – (utwór 7), Katerine (utwór 16)

### Pozostałe informacje
- produkcja – Jake Wherry, Ollie Teeba

## Odbiór

### Opinie krytyków
| Oceny łączne      | Oceny łączne |
| Publikacja        | Ocena        |
| ----------------- | ------------ |
| Album of the Year | 70/100       |
| Recenzje          |              |
| Publikacja        | Ocena        |
| AllMusic          | :            |
| NOW Magazine      | [ a ] [ 10 ] |
| Tiny Mix Tapes    | [ 11 ]       |

Album otrzymał średnią ocenę 70 na 100 na podstawie 3 recenzji krytycznych w zestawieniu Album of the Year. 
Zdaniem Alana Ranty z magazynu Tiny Mix Tapes wraz z wydaniem swojego piątego albumu studyjnego The Herbaliser znalazł się w gronie takich twórców jak Amon Tobin, DJ Vadim i DJ Food, którzy, jako jedni z głównych artystów, przyczynili się do zbudowania marki Ninja Tune. Zespół jest – w jego ocenie – „jednym z najbardziej niezawodnych i płodnych zespołów w historii trip hopu”.
Według Tima Perlicha z NOW Magazine Take London jest „przede wszystkim zwariowaną, komediową ścieżką dźwiękową do filmu kryminalnego przefiltrowaną przez estetykę brytyjskiego b-boya w średnim wieku”. W podsumowaniu autor stwierdza, iż „pięć lat temu Take London wydawałby się sprytnie innowacyjny, ale wszystko to zostało już zrobione wcześniej”.
Adam Webb z BBC jest przekonany, że Take London to „godny następca Something Wicked This Way Comes, klasycznej brit-hopowej deklaracji Herbalisera z 2002 roku”. Gościnnie występujący wokaliści są „najwyższej jakości”, zaś produkcja Jake’a Wherry’ego i Olliego Teeby „zawsze jest realizowana z godnym podziwu poziomem dowcipu, polotu i stylu”. Za najmocniejsze punkty duetu autor uważa utwory instrumentalne: „Sonofanothamutha” i „Song For Mary”, będące „przypuszczalnie tym, co Wherry i Teeber robią najlepiej”. Cały album jest – jego zdaniem „zwięzły i funkowy, powolny i kołyszący – można by uwierzyć, że Cool Britannia zmartwychwstała”.
Wkład wokalistów do Take London docenia również John Bush z AllMusic, dając jako przykład Jean Grae oraz Rootsa Manuvę. W podsumowaniu autor zauważa, że „talenty wszystkich zaangażowanych (zwłaszcza Wherry’ego i Teeby) wywindowały tę płytę na szczyt”.

### Listy tygodniowe
| Kraj            | Lista                     | Pozycja |
| --------------- | ------------------------- | ------- |
| Francja         | SNEP                      | 58      |
| Wielka Brytania | UK Independent Albums     | 13      |
| Wielka Brytania | UK Hip Hop and R&B Albums | 18      |
| Wielka Brytania | Official Vinyl Albums     | 14      |